# Koerspatronen
Koerspatronen zijn in de technische analyse een hulpmiddel die technisch analisten gebruiken om trendwijzigingen in beurskoersen te ontdekken en voorspellen.
Technische analyse voorspelt puur op basis van historische koersgegevens het toekomstige koersverloop. Liever spreken technisch analisten niet over voorspellen, maar een prognose maken. Deze prognose kan uitkomen, maar in de technische analyse moet altijd ook rekening gehouden worden met een alternatief scenario. Bij technische analyse wordt ervan uitgegaan dat koersen in trends bewegen en dat de geschiedenis zich herhaalt. Omdat iedere trend uiteindelijk eindigt, zijn koerspatronen behulpzaam om te weten welke kant de volgende trend op gaat. Er bestaan een aantal koerspatronen die volgens technisch analisten het einde van de huidige trend aangeven en het begin van de volgende trend inleiden. Er zijn twee subcategorieën te onderscheiden, nl. omkeerpatronen en continueringspatronen.
Voor het ontdekken en herkennen van koerspatronen is een koersgrafiek onmisbaar.

## Omkeerpatronen
Omkeerpatronen geven aan dat de huidige trend ten einde loopt en dat de koers hoogstwaarschijnlijk de andere kant op zal gaan. Een stijgende trend wordt gevormd door hogere toppen en bodems. Een dalende trend door steeds lagere toppen en bodems. De overgang tussen deze twee marktfases is het domein van de omkeerpatronen.  

### Dubbele top / bodem

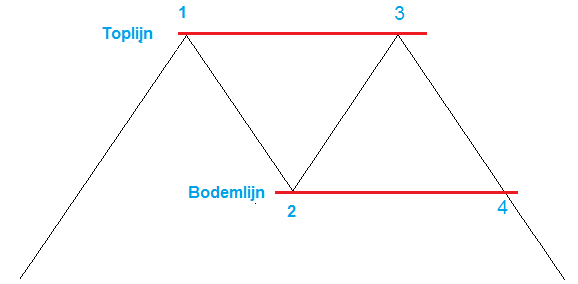
Dubbele top

Een dubbele top of bodem wordt gezien als een omkeerpatroon. Wanneer we over een top spreken, bereikt de koers een hoogtepunt (1), vervolgens zakt de koers even weg en zet een tijdelijke bodem neer (2). Hierna probeert de koers weer verder te stijgen naar een nieuw hoogtepunt maar komt niet verder dan de vorige top (3). Een dubbele top is dan neergezet. Het omkeerpatroon wordt pas voltooid wanneer de koers verder zakt dan de voorgaande bodem (2) en dus bij (4) door de bodem heen zakt. In een omgekeerde situatie spreekt men over een dubbele bodem.

### Drievoudige top / bodem
Is hetzelfde als een dubbele top of bodem, alleen ontstaat er in de grafiek een extra top en een extra tijdelijke bodem.

### Hoofd-en-schouderpatroon

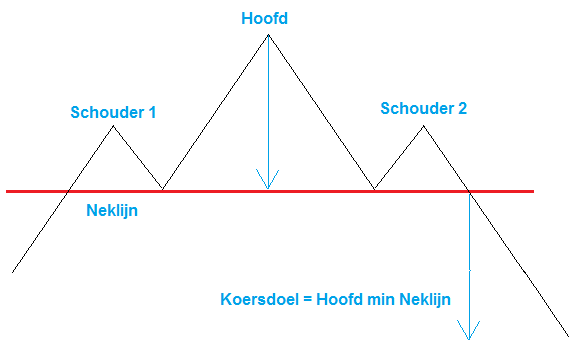
Hoofd-en-schouderpatroon

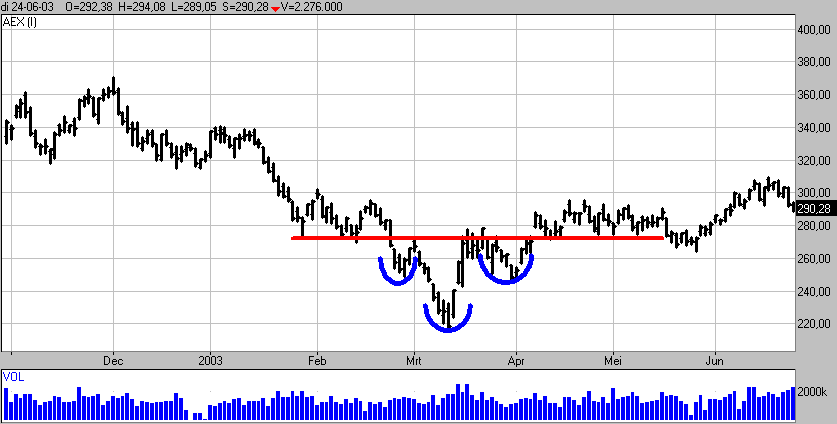
Omgekeerd hoofd-en-schouderpatroon

Het hoofd-en-schouderpatroon lijkt op een drievoudige top/bodem, alleen heeft de middelste top of bodem een hoger, respectievelijk lager niveau dan de overige twee toppen/bodems.
Verder zou volgens de theorie het volume bij het neerzetten van de eerste schouder relatief hoger moeten zijn. Bij het neerzetten van de kop moet het volume iets lager zijn, en bij schouder twee moet het volume weer lager zijn dan bij de kop, dus het loopt iets af.
Bij het doorbreken van de neklijn moet het volume zijn hoogste punt bereiken.

## Continueringspatronen
Continueringspatronen geven aan dat de koersgrafiek zich in een consolidatiefase bevindt. Na een pauze genomen te hebben hervat de koersgrafiek de oorspronkelijke trend. Net als omkeerpatronen zijn deze patronen niet onfeilbaar. De hieronder beschreven driehoekpatronen duiden bijvoorbeeld meestal op een continuatie van de voorafgaande trend, maar kunnen soms ook een trendomkeer inluiden.   

### Driehoekpatronen

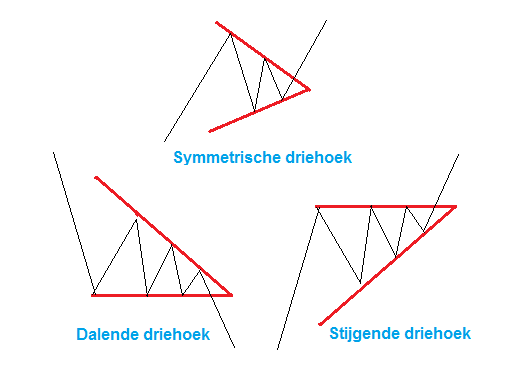
Driehoekpatronen

Een driehoekpatroon bestaat uit een convergerende steun- en weerstandlijn. De gevormde driehoek kan symmetrisch zijn, maar kan ook een stijgende of dalende driehoek vormen. De koerstoppen en -dalen binnen de driehoek komen steeds dichter bij elkaar te liggen. De koersvolatiliteit neemt steeds verder af hoe dichter de koers de punt van de driehoek nadert. Op een zeker moment zal de koers naar boven of beneden uit de driehoek breken. Deze breakout is meestal een koersbeweging die groter is dan de bewegingen van de voorgaande perioden. 
De kans dat de koersbeweging na een uitbraak uit de driehoek dezelfde richting heeft als de voorafgaande trend is groter dan 50%. Een driehoek is dus dikwijls een continueringspatroon. Maar dit is beslist geen vanzelfsprekendheid. Anticiperen op de naderende koersuitbraak van een driehoekformatie dient dus altijd gericht te zijn op zowel een sterk stijgend, als een sterk dalend scenario.

### Vlagpatroon

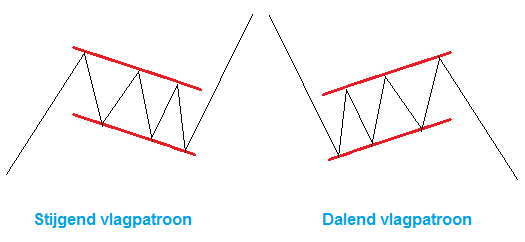
Vlagpatroon

Bij een vlagpatroon wordt na een stijgende of dalende trend in korte tijd een trendkanaal gevormd in tegengestelde richting: de vlag. Het steun- en weerstandsniveau van de vlag horen parallel aan elkaar te lopen. Na de vorming van de vlag herneemt de trend zijn oude richting. Een vlag is dus altijd een continueringspatroon.